# Verhnea Rojanka, Skole
Verhnea Rojanka (în ucraineană Верхня Рожанка) este un sat în comuna Nîjnea Rojanka din raionul Skole, regiunea Liov, Ucraina.

## Demografie
Componența lingvistică a localității Verhnea Rojanka
     Ucraineană (99,65%)
     Alte limbi (0,35%)
Conform recensământului din 2001, majoritatea populației localității Verhnea Rojanka era vorbitoare de ucraineană (99,65%), existând în minoritate și vorbitori de alte limbi.